# Dan Harrigan
Dan Harrigan est un nageur américain né le 29 octobre 1955 à South Bend (Indiana).

## Biographie
Dan Harrigan dispute l'épreuve du 200m dos aux Jeux olympiques d'été de 1976 de Montréal et remporte la médaille de bronze.